# Longmesnil
Longmesnil település Franciaországban, Seine-Maritime megyében. Lakosainak száma 46 fő (2022. január 1.). Longmesnil La Bellière, Gaillefontaine, Pommereux és Forges-les-Eaux községekkel határos.

## Népesség
A település népességének változása:
| Lakosok száma | 54   | 55   | 53   | 52   | 50   | 49   | 48   | 46   | 46   |
|               | 2013 | 2015 | 2016 | 2017 | 2018 | 2019 | 2020 | 2021 | 2022 |